# Euryopis sexmaculata
Euryopis sexmaculata là một loài nhện trong họ Theridiidae.
Loài này thuộc chi Euryopis. Euryopis sexmaculata được Hsen Hsu Hu miêu tả năm 2001.